# Henri Laame
Henri Joseph Gedein Laame (31 de janeiro de 1891 – data de morte desconhecida) foi um ginete belga, medalhista olímpico.

## Carreira
Henri Laame representou seu país nos Jogos Olímpicos de 1920, na qual conquistou a medalha de prata no salto por equipe.